# Gusztáv, a megváltó
A Gusztáv, a megváltó a Gusztáv című rajzfilmsorozat negyedik évadának tizenkilencedik epizódja.

## Rövid tartalom
Bár Gusztáv az alkoholmentes élet elkötelezett híve, önfeláldozó módon mégis egy részeges tengerész segítségére siet. Azonban módszere nem bizonyul hatásosnak.

## Alkotók
- Rendezte: Hernádi Tibor, Jankovics Marcell
- Írta: Jankovics Marcell
- Dramaturg: Lehel Judit
- Zenéjét szerezte: Pethő Zsolt
- Operatőr: Cselle László
- Kamera: Klausz András
- Hangmérnök: Bársony Péter
- Vágó: Czipauer János
- Tervezte: Hernádi Tibor
- Képterv: Kovács István
- Háttér: Szoboszlay Péter
- Rajzolták: Kanics Gabriella, Schrei Zsuzsa
- Színes technika: Kun Irén
- Gyártásvezető: Marsovszky Emőke
- Produkció vezető: Imre István

A Magyar Televízió megbízásából a Pannónia Filmstúdió készítette.